# 1334
Năm 1334 (Số La Mã: MCCCXXXIV) là một năm thường bắt đầu vào thứ bảy trong lịch Julius.